# Lewis Pérez
Lewis Alberto Pérez Daboin (Valera, Trujillo, Venezuela, 11 de diciembre de 1944-Caracas, Venezuela, 3 de agosto de 2019) fue un político y médico venezolano, quien fuera Secretario general de Acción Democrática (1998-2000) y senador de la República (1994-1999). Falleció el 3 de agosto de 2019.

## Primeros años
Estuvo casado con Antonieta Boschetti Manrique durante 31 años y tuvo tres hijos: Rosana, Daniel Enrique y José Daniel. Cursó estudios de medicina en la Universidad Central de Venezuela, obteniendo una especialización en 1970.

## Vida política
Su carrera política inicia en 1975 cuando es electo Diputado al Congreso por el Estado Trujillo. Luego, en 1989 es nuevamente escogido como diputado por su Estado, actuando en esa oportunidad como miembro de la Comisión permanente de Finanzas. En la elección de 1993, fue elegido Senador por el estado Trujillo, para el período 1994-1999, integrando la Comisión de Defensa del Congreso.
En 1997, entra en el Comité Ejecutivo Nacional de Acción Democrática, como Secretario de Organización, y figura como precandidato a la elección de 1998 —en 1995 figura como uno de los candidatos en una encuesta interna—, impulsando la transformación de AD en el «partido de Betancourt». El 28 de noviembre de 1998 asume como Secretario General de su partido, esto porque Acción Democrática retiraría su apoyo a la candidatura del Luis Alfaro Ucero —Secretario general de AD—, quien se negó y fue expulsado del partido. En 2000, entrega el cargo de secretario general a Henry Ramos Allup.[cita requerida]